# گرمسیر (ارزوئیه)
گرمسیر (ارزوئیه)، روستایی از توابع بخش مرکزی شهرستان ارزوئیه در استان کرمان ایران است.

## جمعیت
این روستا در دهستان ارزوئیه قرار دارد و براساس سرشماری مرکز آمار ایران در سال ۱۳۹۵، جمعیت آن ۳۴۹ نفر (۹۷ خانوار) بوده‌است.